# رزق نمورة
رزق نمورة مسلّم نمورة (أبو جهاد؛ وُلد في 17 أبريل 1960 في دورا)، هو دبلوماسي فلسطيني، يشغل منصب سفير دولة فلسطين لدى البوسنة والهرسك منذ تقديمه أوراق اعتماده في 25 سبتمبر 2014. كان سابقًا رئيسًا لاتحاد شباب جبهة النضال الشعبي الفلسطيني.

## حياته
التحق نمورة بقوى الثورة الفلسطينية عام 1980، وشارك في التصدي للاجتياح الإسرائيلي لبيروت عام 1982. اُعتقل في الأردن بين عامي 1984 و1989 بتهمة قيادة دورية عسكرية متوجهة إلى فلسطين على الحدود الفلسطينية الأردنية.
ترشح في الانتخابات التشريعية الفلسطينية الثانية عام 2006 ممثلًا عن جبهة النضال الشعبي الفلسطيني في دائرة محافظة الخليل، وحصل على 5,649 صوتًا حيث حل بالمرتبة 26.
حصل نمورة على درجة الماجستير في الدراسات الإقليمية من جامعة القدس عام 2005.